# Nusratullo Maksum

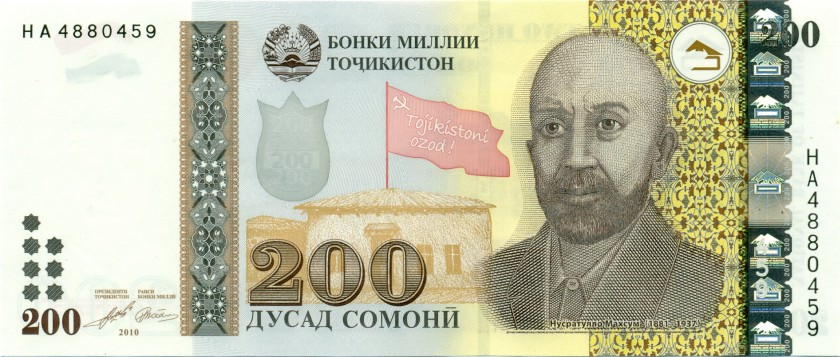
Chân dung Nusratullo Maksum trên tờ 200 somoni Tajikistan

Nusratullo Maksum (tiếng Tajik: Нусратулло Махсум; 1 tháng 7 năm 1881 – 1 tháng 11 năm 1937) còn được biết đến với tên Nusratullo Lutfullayev là một chính trị gia Xô viết người Tajikistan. Nusratullo Maksum là thủ tướng Tajikistan từ năm 1925 đến năm 1926. Từ tháng 3 năm 1931 đến tháng 1 năm 1934, ông phục vụ trong Ban Chấp hành Trung ương đảng Cộng sản Liên Xô với tư cách là đại diện của Cộng hòa Xã hội chủ nghĩa Xô viết Tajikistan. Ông đã bị xử bắn trong thời kỳ đại thanh trừng. Maksum từng được trao huân chương cờ đỏ cũng như chân dung ông được in lên tờ 200 somoni sau khi Tajikistan độc lập.